# Ізбиська (Мазовецьке воєводство)
Ізбиська (пол. Izbiska) — село в Польщі, у гміні Тересін Сохачевського повіту Мазовецького воєводства.
Населення — 58 осіб (2011).
У 1975-1998 роках село належало до Скерневицького воєводства.

## Демографія
Демографічна структура станом на 31 березня 2011 року:
|          | Загалом | Допрацездатний вік | Працездатний вік | Постпрацездатний вік |
| -------- | ------- | ------------------ | ---------------- | -------------------- |
| Чоловіки | 32      | 8                  | 20               | 4                    |
| Жінки    | 26      | 6                  | 16               | 4                    |
| Разом    | 58      | 14                 | 36               | 8                    |